# Gastrogomphus abdominalis
Gastrogomphus abdominalis là loài chuồn chuồn trong họ Gomphidae. Loài này được McLachlan mô tả khoa học đầu tiên năm 1884.